# Гайдебуров Павло Павлович
Павло́ Па́влович Гайдебу́ров (рос. Павел Павлович Гайдебуров; 27 лютого 1877, Санкт-Петербург — 4 березня 1960, Ленінград) — російський і радянський актор театру та кіно, режисер, театральний діяч, педагог. Народний артист РРФСР (1940).

## Біографія
Павло Гайдебуров походив із шляхетського українського роду, предком якого був Гайдабура — курінний отаман у Запорозькій Січі. Батько Павла — російський громадський діяч, народник, публіцист, журналіст, літератор, редактор Павло Олександрович Гайдебуров. Старший брат Павла Павловича — Василь Гайдебуров (1866–1940) — поет, журналіст і редактор. Закінчивши гімназію Якова Гуревича, П. П. Гайдебуров 1896 року вступив на юридичний факультет Санкт-Петербурзького університету. Брав участь у студентських аматорських спектаклях, відвідував уроки акторської майстерності у Павла Свободіна.
1899 року за участь у студентських виступах був виключений з університету і в тому ж році почав професійну сценічну діяльність на провінції в антрепризі Н. Васильєвої. Дебютував як актор у Мінську, зігравши Треплєва в чеховській «Чайці».
1901 року зібрав сам драматичну трупу, з якою виступав у Єлисаветграді і Новгороді. У Єлисаветграді в його трупі розпочав свою сценічну діяльність в майбутньому відомий німецький кінопродюсер Макс Пфайффер, відомий в Росії як Макс Карлович Максін.
У 1903 році разом із актрисою Надією Скарською (сестрою Віри Коміссаржевської), що стала через рік його дружиною, організував при Ліговському народному домі графині Паніної, на робочій околиці Петербурга, Загальнодоступний театр, що відкрився 23 листопада 1903 року спектаклем «Гроза» за п'єсою Олександра Островського та швидко завоював популярність серед робітників.
Загальнодоступний театр діяв до 1914 року; ще в 1905-му Гайдебуров створив на його основі Пересувний театр. На відміну від Загальнодоступного, репертуар якого складався переважно з класики, Пересувний театр, що існував до 1928 року, ставив сучасні п'єси-новинки як для провінції, так і для столичного глядача, в тому числі Антона Чехова, Максима Горького, Генріка Ібсена, Бернарда Шоу. Відкрившись у Петербурзі 7 березня 1905 року виставою «Маленький Ейольф» Генріка Ібсена у постановці Гайдебурова, Пересувний театр з постійною трупою об'їжджав великі міста провінції. До початку Першої світової війни «пересувники» щорічно здійснювали поїздки по містах півночі та центру Росії, України, Білорусі, Кавказу, Сибіру, Далекого Сходу.
Упродовж десяти років були з великим успіхом зіграні перед публікою п'єси Льва Толстого, Олександра Островського та Чехова, трилогія Олексія Толстого, «Антігона» та «Едіп» Софокла, «Король Лір» та «Гамлет» Шекспіра, «Маріно Фальєрі» та «Сарданапал» Байрона, «Боротьба за престол», «Стовпи суспільства» та «Нора» Ібсена, трилогія Бомарше, п'єси Б'єрнстьєрне Б'єрнсона, «Вільгельм Телль» Шиллера та інші.
Разом із дружиною Гайдебуров заснував «Видавництво Пересувного театру» (1906–1924), керував виданням «Записок Пересувного театру» (1914—1924, видано 69 випусків).
З 1933 року Гайдебуров керував Колгоспно-радгоспним пересувним театром імені Леноблвиконкому, де поставив «Ревізора» Гоголя (1934), «Дворянське гніздо» за Тургенєвим (разом із Скарською, 1943), «Шестеро улюблених» Олексія Арбузова (1935), «Влада темряви» Льва Толстого (1936), «Платон Кречет» Олександра Корнійчука (1936), «Борис Годунов» Пушкіна (1937), «Наталка» Дениса Фонвізіна (1938) та інші спектаклі.
У 1944–1950 роках Гайдебуров грав на сцені московського Камерного театру.
З 1955 року — актор трупи Театру імені Євгена Вахтангова.
Викладав в Інституті живого слова.
Дружина — Надія Скарська (1868–1958), заслужена артистка РРФСР (1927).
Помер від гострої серцевої недостатності 4 березня 1960 року. Похований у Санкт-Петербурзі на Літераторських містках Волковського кладовища.

## Творчість

### Літературні твори
Перший вірш «Біля колиски» опубліковано в 1898, зі слів Павла Гайдебурова, з благословення Володимира Соловйова.
Гайдебуров опублікував ряд віршів у виданнях «Вестник Европы (1866—1918)», «Русская мысль», «Мир Божоий». Ці твори вийшли окремою книжкою 1913 року. У віршах відчувається вплив поетики символістів. Автор книги «На сцене и в жизни» (1959, разом із Надією Скарською). Переклав трагедію Еміля Верхарна «Філіп II» (поставлена в Пересувному театрі 1928 року).

### Театральні роботи

#### Акторські
- «Чайка» Антона Чехова — Треплєв
- «Влада темряви» Льва Толстого — Петро
- «Лихо з розуму» Олександра Грибоєдова — Чацький
- «Геншель» Гергарта Гауптмана — Франц
- «Забава» Артура Шніцлера — Фріц
- «Спіритизм» Віктор'єна Сарду — Жорж д'Обенас
- «Цар Борис» Олексія Костянтиновича Толстого — Християн
- «Без вини винуваті» Олександра Островського — Незнамов
- «Потоплений дзвін» Гергарта Гауптмана — Пастор
- «Мертві душі» Гоголя —Чичиков,
- «Тетяна Рєпіна» Олексія Суворіна — Котельников
- «Злочин і кара» за Федором Достоєвським — Раскольников
- «Цар Федір Іоаннович» Олексія Костянтиновича Толстого — Федір
- «Моцарт і Сальєрі» Олександра Пушкіна — Моцарт
- «Скупий» Мольєра — Гарпагон і багато інших.

#### Режисерські
- 1940 — «Вишневий сад» Антона Чехова — БДТ ім. Горького

### Фільмографія
1. 1938 — «Друзі» — старий-осетин
2. 1946 — «Адмірал Нахімов» — Сомерсет, Фіцрой Джеймс, 1-й барон Раглан|лорд Реглан
3. 1948 — «Мічурін» — академік Василь Васильович Пашкевич  (немає в титрах)
4. 1950 — «Секретна місія» — Роджерс

## Нагороди та звання
- Народний артист РРФСР (1940)
- Сталінська премія (третього ступеня) за постановку та виконання головної ролі у виставі «Старий» М. Горького (1951) в Сімферопольському драматичному театрі.
- Нагороджений двома орденами, а також медалями.

## Твори
- Отчет за первый год Передвижного театра. ― Пг., 1907.
- Народный театр. Первые итоги. ― Пг., 1918.
- Театральное дело внешкольника. ― Пг., 1919.
- Зарождение спектакля. ― Пг., 1922.
- Проблемы пьесы «Старик» // Горьковский альманах. ― М., 1948.
- Полвека с Чеховым // Театральный альманах. ― М., 1948.
- Скарская Н., Гайдебуров П. На сцене и в жизни. ― М., 1959.
- Литературное наследие. М.: ВТО, 1977. 464 с. [Архівовано 29 квітня 2014 у Wayback Machine.]